# Linux Counter
Il Linux Counter (in italiano contatore di Linux) era un servizio web che elabora statistiche sulla diffusione e l'utilizzo dei sistemi operativi GNU/Linux nel mondo.
Il termine designa anche il progetto collaborativo che realizzava tale servizio.
Il servizio è stato iniziato nel 1993 da Harald Tveit Alvestrand, che lo ha gestito sino al 1º maggio 1999, giorno in cui viene fondata la The Linux Counter Project, l'organizzazione senza scopo di lucro da allora responsabile del progetto.
Alvestrand è stato amministratore delegato dell'organizzazione, mentre il lavoro di raccolta e manutenzione dei dati veniva svolto da volontari ed era coordinato in base alle aree geografiche, con un supporto tecnico fornito da squadre di sviluppatori e amministratori di sistema.

## Raccolta dei dati
La raccolta delle informazioni si svolgeva sotto forma di censimento e i dati venivano forniti volontariamente dagli utenti che partecipano al progetto.
L'inserimento dei dati poteva essere fatto manualmente attraverso il proprio account sul sito web del progetto, oppure grazie a uno script che aggiorna automaticamente i dati dell'account con quelli rilevati nello pseudo-file system proc..

## Elaborazione dei dati
Oltre a censire i sistemi operativi GNU/Linux in funzione, Linux Counter elaborava e forniva statistiche sulle caratteristiche tecniche dei computer,
sulle versioni del kernel utilizzate,
sulla distribuzione in cui il kernel è incluso,
sui tempi di operatività
e sulla provenienza geografica degli utenti.
Tutti i rapporti statistici vengono pubblicati sul sito web del progetto e sono liberamente consultabili.